# لیندسدال
شهر لیندسدال (به سوئدی: Lindsdal) در ناحیه شهری کلمر در کشور سوئد واقع شده‌است. جمعیت این شهر ۱۵۳۰٫۱۵  نفر است.